# Änglabukten
Änglabukten (originaltitel: La Baie des anges) är en fransk dramafilm från 1963 i regi av Jacques Demy, med bland andra Jeanne Moreau i en av rollerna. Filmen blev en stor publikframgång. Filmen hade svensk premiär den 19 augusti samma år. Filmens titel syftar på bukten Baie des Anges vid staden Nice i Frankrike.

## Handling
Jean (Claude Mann) arbetar som enkel bankkamrer. En vän till honom introducerar honom i roulette. Han har nybörjartur och vinner en stor summa pengar och drabbas av spelberoende. Han säger upp sig från banken och flyttar till Franska rivieran. Den spelgalne Jackie Demaistre (Jeanne Moreau) tillbringar sin tid vid rivierans roulettebord. De träffas och tillsammans både vinner och förlorar de pengar. Jean är kär i Jackie, men för Jackie är Jean mest en maskot, det är spelandet som är hennes enda passion. Till slut tröttnar Jean på livet som spelare.

## Medverkande
- Jeanne Moreau – Jackie Demaistre
- Claude Mann – Jean Fournier
- Paul Guers – Caron
- Henri Nassiet – Jeans far
- André Certes – Bankdirektör
- Nicole Chollet – Marthe